# زينغر
زينغر (بالفارسية: زینگر) هي قرية تقع في قسم رادكان الريفي (مقاطعة تشناران) في إيران. يقدر عدد سكانها بـ 175 نسمة بحسب إحصاء 2016.